# Guus Gonggrijp
Guus Gonggrijp (Amsterdam, 1949) is een Nederlands schrijver, germanist en publicist. 

## Biografie
Guus Gonggrijp werd geboren aan de Korte Leidsedwarsstraat 70 in Amsterdam, als zoon van Willem Frederik Gonggrijp en Celina Broekman. Hij woonde daar tot 1955, waarna de familie verhuisde naar de Watergraafsmeer. Na zijn tijd op het Barlaeus Gymnasium in Amsterdam studeerde Gonggrijp Duits. Vanaf de jaren zestig was Gonggrijp een overtuigd communist, een ideologie die hij actief beleefde met zijn lidmaatschap van de CPN. 
In 1982 was hij medeoprichter van Horizontaal Overleg van Communisten (HOC), de zogenoemde "Horizontalen". Dit was oorspronkelijk een pressiegroep van orthodoxe communisten binnen de CPN.
In 1983 verhuisde hij naar Dresden, in de toenmalige Duitse Democratische Republiek (DDR). Daar werkte hij als redacteur van de Nederlandse uitgave DDR-Revue, een functie die hij bekleedde tot 1990. Voor én na zijn verblijf in de DDR was hij werkzaam als docent Duits, o.a. aan het Spinoza Lyceum Amsterdam.In 1990 keerde hij terug naar Amsterdam, waar hij nog altijd woont in het huis van zijn moeder.
In 1986 opende de Amsterdamse burgemeester Ed van Thijn een tentoonstelling over de DDR in de Beurs van Berlage. Romi Kliemchen en Gonggrijp organiseerden deze tentoonstelling in samenwerking met de Vereniging Nederland-DDR. Mevrouw Kliemchen was destijds een officiële vertegenwoordigster van de Liga für Völkerfreundschaft uit de DDR. Zij was verantwoordelijk voor propaganda, het begeleiden van delegaties en toeristische reizen vanuit Nederland naar de DDR en het onderhouden van contacten met de genoemde vereniging.

## Werk
Gonggrijp heeft gewerkt als publicist bij het Nederlandse communistische dagblad De Waarheid. 
Van 1983 tot 1990 was hij redacteur van de Nederlandstalige uitgave van het propaganda maandblad DDR-Revue van de DDR in Dresden. 
Daarnaast is hij een vaste auteur voor het opinieblad Argus, waar hij een breed scala aan onderwerpen behandelt met een historische, culturele of maatschappelijke invalshoek. Hij staat erom bekend minder bekende feiten in een nieuw perspectief te plaatsen, vaak doorspekt met politieke en taalkundige verrassingen.
Verder treedt hij op als gastspreker om te vertellen over zijn werk in de DDR.